# Kang Ping
Kang Ping (čínsky pchin-jinem Gāng Bǐng, znaky zjednodušené 刚炳, tradiční 剛炳) byl čínský generál a eunuch, který sloužil v době vlády císaře Jung-le v říši dynastie Ming.
Jako důkaz loajality císaři se sám vykastroval. Zemřel v roce 1410 našeho letopočtu. Byl pohřben v místech, kde se nachází dnešní Papaošanský revoluční hřbitov. 